# Дяченко Олег Маркович
Олег Маркович Дяченко (5 березня 1939, Ромни — 11 грудня 2003, Київ) — український дипломат. Надзвичайний та Повноважний Посол України.

## Біографія
Народився 5 березня 1939 року в місті Ромни на Сумщині. У 1963 закінчив Московський державний інститут міжнародних відносин МЗС СРСР.
З 1963 по 1966 — аташе, 2-й, 1-й секретар, відповідальний секретар, радник Комісії УРСР у справах ЮНЕСКО.
З 1966 по 1972 — співробітник секретаріату ЮНЕСКО.
З 1979 по 1980 — консул генерального консульства СРСР у Нью-Йорці.
З 1984 по 1989 — 1-й секретар посольства СРСР у США.
З 1989 по 1991 — начальник відділу кадрів, член Колегії МЗС УРСР.
З 1991 по 1992 — генеральний консул СРСР у Торонто.
З 1992 по 1994 — начальник Управління державного протоколу МЗС України
З 1994 по 1997 — начальник Управління культурних зв'язків МЗС України.
З 05.1997 по 01.2000 — Надзвичайний та Повноважний Посол України в Тунісі
З 01.1998 по 01.2000 — Надзвичайний та Повноважний Посол України в Марокко за сумісництвом.
11.12.2003 — помер в Києві.